# 塔吉克斯坦内战
塔吉克斯坦内战（羅馬化：Jangi şahrvandi'i Tojikiston/Çangi şahrvandiji Toçikiston）爆发于独立后的1992年5月，参战双方为塔吉克斯坦政府与聯合反對派。此次內戰遍及全國，而南部尤為嚴重，內戰在第一年達到高峰，且持續了五年，並使得塔吉克遭到嚴重破壞。
经联合国与中亚国家多轮谈判后，交战各方于1997年6月27日在莫斯科签订停火协议。

## 起因
塔吉克斯坦内战的起因是多方面的：刚刚独立的塔吉克斯坦面临严重的经济困难、塔吉克人的集体生活方式以及高度的宗教信仰。在塔吉克斯坦尚未独立时，苏联领导人戈尔巴乔夫实施的一系列的改革期间，苏联治下的塔吉克斯坦开始兴起伊斯兰民主运动。反对派的骨干包括伊斯兰复兴党（IRP）、塔吉克民主党（DPT）和一些其他民主运动。前共产主义精英与民族民主和伊斯兰力量之间的对抗已经从政治领域转移到族群领域。
在苏联时期，塔吉克的政治领导人是来自列宁纳巴德地区的人（“列宁纳巴德派”），他们在塔吉克斯坦担任高级行政职务，来自库洛布的行政人员积极与他们合作——“库利亚布齐”，他们主要在安全部队中担任高级职务（MVD），塔吉克斯坦的军政要务基本上都被这两个地区的人所把控着。塔吉克斯坦宣布独立后，来自其他地区的人试图改变这一现状。
1990年2月，杜尚别发生大规模骚乱，塔吉克共产党中央委员会第一书记卡哈尔·马赫卡莫夫被要求辞职，他本人于同年11月辞职。然而，在同月举行的塔吉克斯坦总统选举时，他又成功当上了塔吉克斯坦总统。经过事后披露，这些骚乱是由马赫卡莫夫的政治对手拉赫蒙·纳比耶夫组织的，他在1985年因行为不端而被开除党籍之后，决定报复并试图以这种方式重新掌权。他通过组织骚乱以及实施针对示威者的屠杀，然后将这些罪行归咎于卡哈尔·马赫卡莫夫当局。八一九事变之后，国家紧急状态委员会失败，塔吉克斯坦反对派组织多次集会，要求支持国家紧急委员会的马赫卡莫夫辞职、解散塔吉克斯坦共产党以及废除禁止伊斯兰复兴党的法律。一段时间后，马赫卡莫夫辞去共和国总统职务。
1991年11月24日，塔吉克斯坦举行总统选举，来自列宁那巴德的拉赫蒙·纳比耶夫以56.92%的得票率获胜。他的竞争对手达夫拉特·胡多纳扎罗夫得到了塔吉克斯坦民主党、伊斯兰复兴党、民族民主运动“拉斯托赫兹”和穆斯林神职人员的支持并获得了30%的选票。选举过后，反对派指责当局操纵选举。

## 经过
1992年3月6日，著名民主人士、杜尚别市执行委员会主席马克苏德·伊克罗莫夫被捕，3月11日，杜尚别市法院又以“诽谤塔吉克斯坦最高委员会主席萨法拉利·肯扎耶夫”判处Rastokhez领导人米尔博博·米拉希莫夫两年监禁。 3月23日，电视台直播了最高苏维埃主席团会议，肯德扎耶夫在会上指责来自帕米尔地区的内政部长马马达约斯·纳朱瓦诺夫捏造案件，越权并要求他辞职。在纳朱瓦诺夫还没辞职时，肯德扎耶夫就已经任命来自列宁纳巴德地区的门生担任内政部长，此事件被许多帕米尔人视为反帕米尔事件。
3月26日，总统府前的广场上开始了集会，帕米尔人要求肯德扎耶夫辞职，并取消让纳朱瓦诺夫辞职的决定。两周之内，广场上的抗议者人数超过了5万人。 4月21日，反对派支持者扣押了约20人作为人质，其中包括16名最高委员会代表和2名副总理。人质被带到了广场，并威胁说，如果当局不做出让步，就要处决他们。第二天，萨法拉里·肯德扎耶夫辞去最高委员会主席职务。对此，政府支持者于4月26日在最高委员会大楼前的奥佐迪广场组织了一场支持肯德扎耶夫的集会，双方的矛盾愈演愈烈。4月29日，反对派武装决定封锁总统府。为此，第二天，最高委员会召开紧急会议，宣布在整个共和国实行无限期的总统直接统治。

## 影响
塔吉克斯坦内战导致6万多人丧生，100多万人沦为难民，迄今为止仍有部分难民无法返回自己的家园。30多万非塔吉克人离开塔吉克斯坦，主要是俄罗斯人，其中又有很多是知识分子和技术人员。
内战对塔吉克斯坦的经济造成了严重的破坏，人民生活水準大幅下降。直到2003年，塔吉克斯坦的平均退休金仍仅为1.3美元。

社会方面，内战使国家处于无政府的状态，即使内战结束后政府仍有许多地方无法控制，处于半割据的状态，国内社会秩序混乱，各种社会问题突出。